# Russell-Zeichen

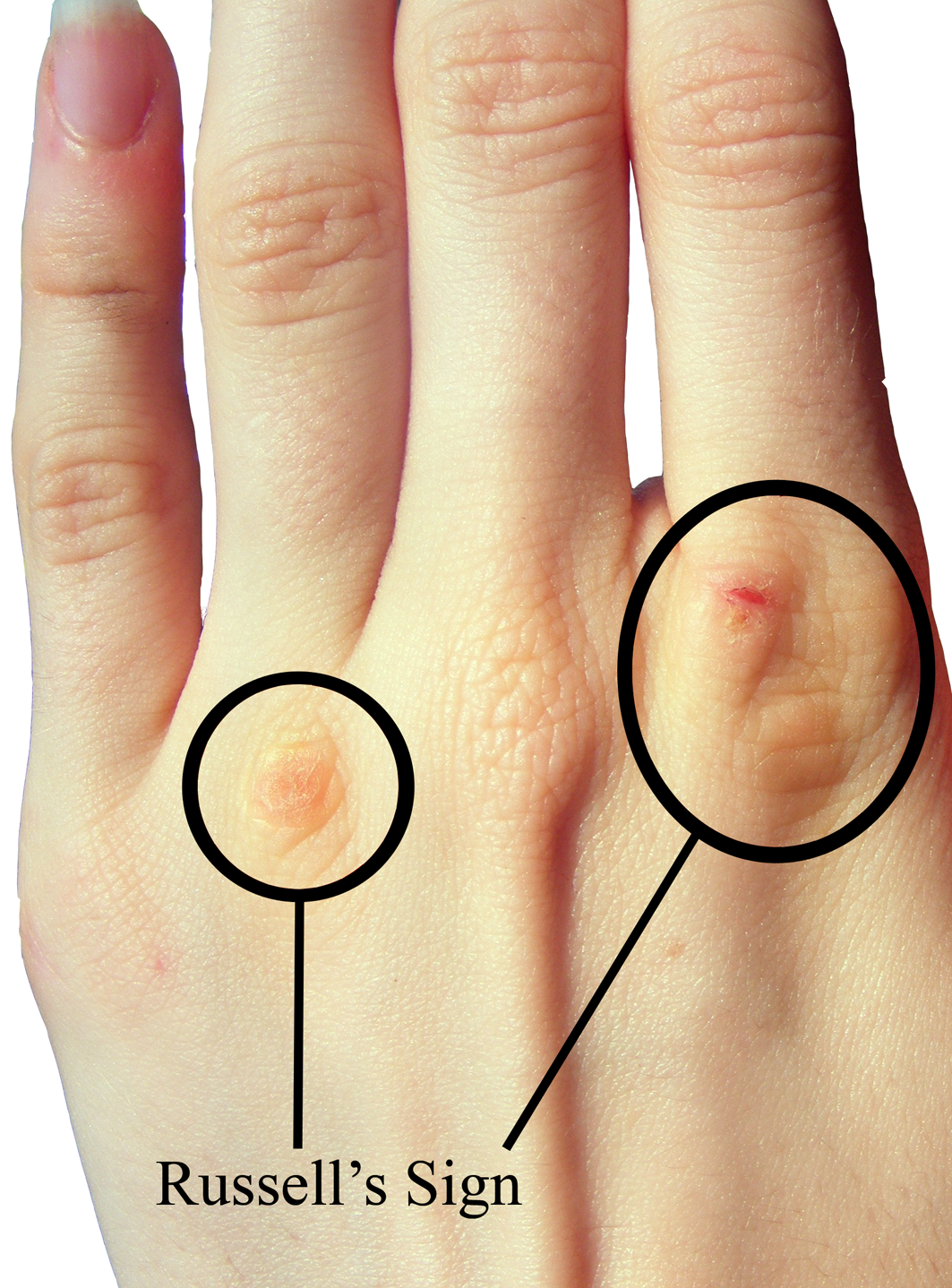
Russell-Zeichen am Handrücken

Das nach dem britischen Psychiater Gerald Russell benannte Russell-Zeichen beschreibt Hautveränderungen am Handrücken nach wiederholtem selbstinduziertem Erbrechen über lange Zeiträume hinweg. Die Hautläsionen entstehen durch Reibung der Knöchel an den Schneidezähnen, während der Würgereflex im hinteren Teil des Rachens mit den Fingern ausgelöst wird.